# Digoxin
Digoxin (også kendt som digitalis) er et lægemiddel, der bruges til behandling af hjertesygdomme. Digoxin bruges især til behandling af atrieflimren.
Digoxin primære funktionelle mekanisme er at hæmme natrium-kalium-pumpen, hvilket øger det intracellulære niveau af Na⁺, der fører til reduceret aktivitet af natrium-calcium-veksleren. Dette øger det intracellulære niveau af Ca²⁺, hvilket har en positiv inotropisk effekt. Desuden reducerer digoxin hjertets puls gennem stimulering af vagal (parasympatisk) tone.
Digoxin kan være giftig og livstruende i for høje mængder.